# Erich Renneisen
Erich Renneisen (* 20. April 1907 in Berlin; † 23. September 1970) war ein deutscher Diplomat und Außenhandelsfunktionär. Er war Handelsrat der DDR in Indien und Großbritannien.

## Leben
Renneisen, Sohn eines Arbeiters, absolvierte nach dem Besuch der Volks- und Realschule von 1923 bis 1925 eine Lehre bei der Deutschen Bank in Berlin. Von 1923 bis 1933 gehörte er dem Allgemeinen Verband der Deutschen Angestellten an. Er arbeitete als Diplomwirtschaftler und Kaufmann in Berlin, war ab 1932 Korrespondent, dann bis 1939 weiter im Bankfach als Handlungsbevollmächtigter tätig. Am 19. Januar 1942 beantragte er die Aufnahme in die NSDAP und wurde zum 1. April desselben Jahres aufgenommen (Mitgliedsnummer 8.981.630). Im Zweiten Weltkrieg leistete er von 1942 bis 1945 Kriegsdienst. Sein letzter Dienstgrad war Unteroffizier.
1946 wurde er Mitglied der SPD/SED und des FDGB. Von 1946 bis 1949 arbeitete er als Sachbearbeiter bei der Deutschen Garantie- und Kreditbank Berlin, dann als Prokurist und Direktor der Handelsbank der DDR. Ab 1950 fungierte er als Abteilungsleiter und von Dezember 1951 bis 1958 als Leiter der Hauptabteilung Finanzen und Valuta im Ministerium für Außenhandel und Innerdeutschen Handel (MAI) und war Sonderbeauftragter der DDR für den Fernen Osten. Von 1958 bis 1962 leitete er als Handelsrat die DDR-Handelsvertretung in Neu-Delhi. Von 1962 bis 1965 war er Leiter des Bereichs Planung im MAI. Von 1965 bis 1967 war er als Handelsrat Leiter der Vertretung der Kammer für Außenhandel in London. Von 1967 bis 1970 war er Vizepräsident der Deutschen Außenhandelsbank AG der DDR.

## Auszeichnungen
- Vaterländischer Verdienstorden in Bronze (1959)